# إيزابيلا ماي
إيزابيلا ماي (بالإنجليزية: Isabella May)‏ هي سفرجات نيوزيلندية، ولدت في 22 يونيو 1850، وتوفيت في 1 مايو 1926.